# Ciudad Guzmán
Ciudad Guzmán ist die Hauptstadt des Municipios Zapotlán el Grande im mexikanischen Bundesstaat Jalisco. Ciudad Guzmán liegt 124 km südlich von Guadalajara an der Schnellstraße nach Colima.
Lange Zeit hieß die Stadt Zapotlán, wurde jedoch 1788 zur besseren Unterscheidung von anderen gleichnamigen Orten in Zapotlán el Grande und 1856 zu Ehren des General Gordiano Guzmán in Ciudad Guzmán umbenannt. Als Protest gegen die Ersetzung des Ortsnamens in Nahuatl gegen einen spanischen Namen nennen noch heute viele alteingesessene Bürger ihren Ort Zapotlán. Offiziell wird Zapotlán el Grande für das gesamte Gemeindegebiet geführt, während Ciudad Guzmán nur die Hauptstadt bezeichnet.

## Persönlichkeiten
- Rubén Fuentes Gassón (1926–2022), klassischer Violinist und Komponist
- José Clemente Orozco (1883–1949), Maler
- José Rolón (1876–1945), Komponist
- Consuelo Velázquez (1916–2005), Komponistin
- Juan José Arreola (1918–2001), Schriftsteller